# C・M・コーンブルース
シリル・マイケル・コーンブルース（英: Cyril Michael Kornbluth、1923年7月23日 - 1958年3月21日）は、アメリカのSF作家であり、有名なSFファングループ「フューチャリアンズ」（Futurians）の主要メンバーであった。様々な筆名を使い分けていた（Cecil Corwin, S.D. Gottesman, Edward J. Bellin, Kenneth Falconer, Walter C. Davies, Simon Eisner, Jordan Park など）。

## 生涯
ニューヨーク生まれ。SFファン団体フューチャリアンズの一員となって活動していたが、そこでアイザック・アシモフ、フレデリック・ポール、ドナルド・A・ウォルハイム、ジェイムズ・ブリッシュ、ジュディス・メリル、デーモン・ナイト、H・ビーム・パイパーらと出会った。また後に妻となる Mary Byers ともフューチャリアンズで出会っている。
第二次世界大戦の際にはアメリカ陸軍の兵士としてヨーロッパ戦線で戦った。バルジの戦いでの功績により青銅星章を授与された。退役後はシカゴ大学に復学して卒業した。
1958年、心臓発作のため34歳で死去した。主な居住地はシカゴ。

## 業績
コーンブルースは15歳のときから執筆を開始した。最初の単独作品 "King Cole of Pluto" は1940年5月、Super Science Stories 誌に掲載された。それ以前の1940年4月には、リチャード・ウィルスンとの共同執筆作品が『アストニッシング』（Astonishing）誌に掲載されている。他にも数々の短編を書いている。
「小さな黒いカバン」という短編は、1969年、BBC の Out of the Unknown という番組でテレビドラマ化された。1970年には、同じ小説がロッド・サーリングの『四次元への招待』というドラマで採用された。こちらのドラマでは、バージェス・メレディスがアルコール中毒で落ちぶれた医師を演じている。
"The Marching Morons" という短編は彼が書いた中でも最も有名である。ごく少数の天才と何十億の凡人から成る数世紀先の未来を描いている。これを「小さな黒いカバン」の続編と信じる人もいるが、描いている時代も登場人物も異なるが、「小さな黒いカバン」に登場する未来から現れた先進医療器具のつまったカバンは、"The Marching Morons" の中で凡人たちが医師を演じることを可能にしている自律型の医療器具だったという。
コーンブルースの長編小説の多くは共同執筆のものが多く、フューチャリアンズ以来の友人であるジュディス・メリルやフレデリック・ポールと組んでいる。特にポールとの合作『宇宙商人』（1952年）は高い評価を受けている。単独作品では、『シンディック』や『クリスマス・イブ』が有名である。
突然の死により、多数の短編が未完となっていたが、後にフレデリック・ポールが完成させ、発表した。そのうちの一編である「ある決断」（1972年11月、F&SF誌）は1973年のヒューゴー賞最優秀短編賞を獲得した（R・A・ラファティの「素顔のユリーマ」と同時受賞）。コーンブルースの全短編を集めた His Share of Glory: The Complete Short Science Fiction of C. M. Kornbluth が1997年に NESFA Press から出版されている。
コーンブルースの名は、レモニー・スニケットの『世にも不幸なできごと』の中で V. F. D. という架空の秘密結社のメンバーとして登場している。

## 人柄
フレデリック・ポールは自伝 The Way the Future Wasで、デーモン・ナイトは回想録 The Furutiansにおいて、それぞれコーンブルースの奇癖と変わった人柄を紹介している。その一部を以下に示す。
- コーンブルースは独学の手段として百科事典をAからZまで読むことにした。これによって彼の頭の中にはアルファベット順にたくさんの知識が詰め込まれた。コーンブルースが古代ローマの武器である ballista（弩砲）を小説の中に書いたとき、ポールは彼が "A" の巻を終わって、"B" の巻に入ったことを知った。
- ポールによればコーンブルースは歯を磨いたことがなく、歯は緑色をしていたという。そこで歯を隠すために、彼は話すときに手を口の前で握る癖がついた。
- コーンブルースはブラックコーヒーが嫌いだったが、プロの作家はブラックコーヒーを飲むものだと思い込んでいたため、その味を体得する必要があると考えた。そこでクリームを徐々に減らして、ブラックコーヒーに慣れる訓練をしたという。

## 主な作品

### 長編
- Outpost Mars - Cyril Judd 名義。ジュディス・メリルと共著
- 『宇宙商人』The Space Merchants（1952年） - フレデリック・ポールと共著
- Gunner Cade（1952年） - Cyril Judd 名義。ジュディス・メリルと共著
- Takeoff（1952年）
- 『シンディック』The Syndic（1953年）
- Gladiator at Law（1954年） - フレデリックポールと共著
- Search the Sky（1954年） - フレデリック・ポールと共著
- Wolfbane（1954年） - フレデリック・ポールと共著
- 『クリスマス・イブ』Not This August（1955年）

### 短編
- 「蝕むもの」The Mindworm（1950年）
- The Marching Morons（1951年）
- 「小さな黒いカバン」The Little Black Bag（1950年）
- Critical Mass（雑誌に掲載されたのは1962年） - フレデリック・ポールと共著

### SF以外
- The Naked Storm（1952年） - Simon Eisner 名義
- Valerie（1953年） - Jordan Park 名義。魔女狩りの話
- Half（1953年） - Jordan Park 名義。半陰陽の人物を主人公とした話
- A Town is Drowning（1955年） - フレデリック・ポールと共著
- Presidential Year（1956年） - フレデリック・ポールと共著
- Sorority House（1956年） - Jordan Park 名義。フレデリック・ポールと共著。レズビアン小説
- A Man of Cold Rages（1958年） - Jordan Park 名義。独裁者についての小説